# شانزدهمین دوره جوایز سینمای آسیا و اقیانوسیه
شانزدهمین دوره جوایز سینمای آسیا و اقیانوسیه (انگلیسی: 16th Asia Pacific Screen Awards)، جوایز اسکرین آسیا پاسیفیک در تاریخ ۳ نوامبر ۲۰۲۳ در خانه هنرها، ساحل طلایی، گلد کوست، استرالیا برگزار شد تا بهترین‌های سینمای منطقه آسیا و اقیانوسیه در سال ۲۰۲۳ شناخته شود. ویم وندرس برای فیلم روزهای عالی جایزه بهترین فیلم را دریافت کرد.